# Oil Man
Nelson Rebello (Curitiba, c. 1960/1961 — 29 de março de 2025) foi um performista artístico, ciclista e biólogo brasileiro, conhecido pelo seu alter-ego Oil Man, que se tornou um personagem proeminente de Curitiba. Ficou conhecido a partir de 1997 ao andar pelo centro da cidade de sunga, tênis, óleo bronzeador e, por vezes, guiando uma bicicleta. O apelido oil man (que pode ser traduzido como "homem do óleo") decorre da característica de Nelson untar-se de óleo bronzeador enquanto praticava esportes. Nelson também formou-se em biologia pela Universidade Federal do Paraná. Morreu dia 30 de março de 2025, aos 64 anos.

## Fama
Nelson Rebello ficou conhecido como Oil Man dada a sua característica de praticar esportes ou passear trajado com sunga, untado em óleo bronzeador e tênis esportivo. Um dos seus principais pontos de circulação era a Rua XV de Novembro. Foi homenageado pelos ciclistas curitibanos em 2011.
A fama nacional foi consolidada a partir da entrevista concedida ao programa Fantástico da Rede Globo, no quadro Me Leva, Brasil do jornalista Maurício Kubrusly. O episódio revelou que Nelson, então com 47 anos, morava com a mãe, possuía cinco bicicletas e era fã de Elvis Presley.

## Morte
Rebello morreu aos 64 anos, no dia 30 de março de 2025,  de parada cardiorrespiratória no Hospital Evangélico Mackenzie, em Curitiba.
Figuras públicas como o Ratinho Junior e Eduardo Pimentel se pronunciaram diante da morte do oil man, ressaltando sua importância cultural para a cidade de Curitiba.